# Nichelle Nichols
Nichelle Nichols (Robbins, Illinois, 28 de diciembre de 1932 - Silver City, Nuevo México, 30 de julio de 2022) fue una actriz estadounidense, especialmente conocida por su personaje de la serie de televisión Star Trek: la serie original como la teniente Nyota Upenda Uhura. Comenzó como cantante con Duke Ellington y Lionel Hampton, para pasar posteriormente al cine y a la televisión.

## Primeros años
Nichelle Nichols nació en Robbins, Illinois, cerca de Chicago. Su padre era el alcalde de la ciudad de Robbins y su principal magistrado. Estudió en Chicago, así como en Nueva York y Los Ángeles. Durante su etapa en Nueva York, apareció en el famoso club "Blue Angel" y en los clubes de Playboy como cantante. También apareció en el papel de Carmen para una producción de una compañía de Chicago en el musical de Broadway Carmen Jones.
La nombraron dos veces para la concesión del premio Sarah Siddons como mejor actriz, bailarina y cantante. Su primera candidatura a los premios Siddons fue por su representación de Hazel Sharp en Kicks and Co, y la segunda nominación, por The Blacks. 
Nichols viajó por los Estados Unidos, Canadá y Europa como cantante con las bandas de Duke Ellington y de Lionel Hampton. En la costa oeste, apareció en el musical The Roar of the Greasepaint – The Smell of the Crowd, para My People, y cosechó un gran éxito en la adaptación de la obra de James Baldwin Blues for Mister Charlie. Antes de asistir a las contrataciones para la oficial Uhura en Star Trek, fue actriz invitada en una de las primeras series del productor de televisión Gene Roddenberry.

## Star Trek

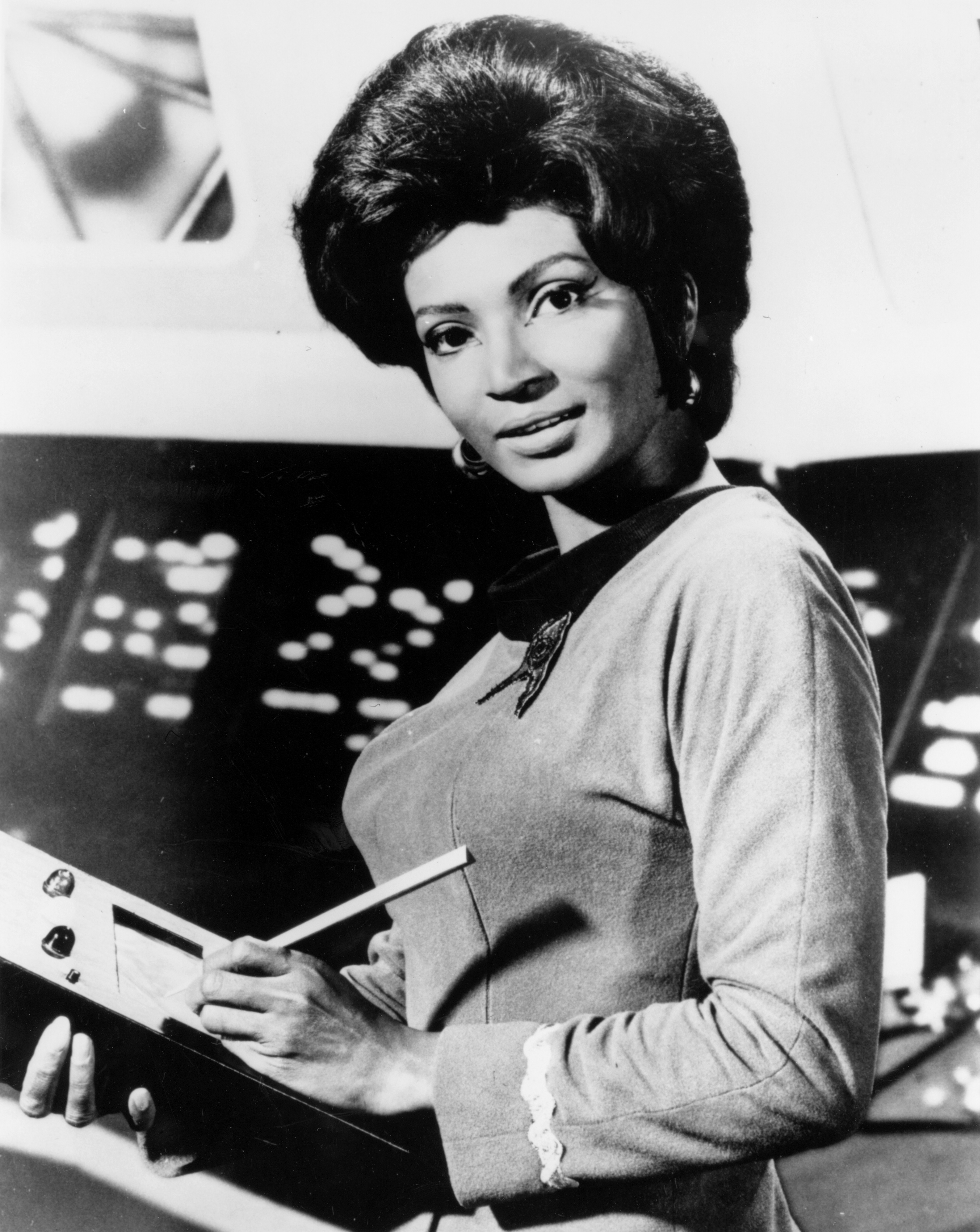
Nichelle Nichols, como Uhura.

Fue en Star Trek en donde Nichols ganó renombre, y fue una de las primeras  mujeres afroamericanas protagonistas en una serie importante de la televisión. Durante el primer año, Nichols estuvo tentada de dejar la serie pues creía que su papel era insustancial y carecía de importancia; solamente tras una conversación con el líder Martin Luther King, Jr. cambió su opinión. King la animó personalmente a que no renunciara, diciéndole que él era un gran admirador de la serie y le dijo que «no podía darse por vencida», que ella representaba un papel que era un modelo vital para los niños y las jóvenes  de color en todo el país. 
Hay un mito urbano popular según el cual King habría hablado con Nichols después de ver la "escena del beso" en el capítulo número 67 de la tercera temporada titulado Los hijastros de Platón, pero se ha demostrado que no es posible, dado que este episodio se emitió varios meses después de su asesinato. Después de la primera temporada, el papel en la serie de Uhura se amplió y ya no fue únicamente servir la consola de comunicaciones.
La antigua astronauta de la NASA Mae Jemison ha citado el papel de Nichols en Star Trek como su inspiración para su deseo de convertirse en astronauta, y Whoopi Goldberg también ha hablado de la influencia de Nichols, y tuvo un trabajo ocasional en Star Trek: La nueva generación.
En su papel como la teniente Uhura, participó en el primer beso interracial en la historia de la televisión de Estados Unidos entre dos personajes ficticios (en diciembre de 1967, Sammy Davis Jr. y Nancy Sinatra se habían besado abiertamente en el programa de variedades Movin' with Nancy), con el actor canadiense William Shatner como el capitán James T. Kirk en el episodio de Star Trek de 1968 Los hijastros de Platón. La escena provocó airadas protestas, aunque el beso fue el resultado de un control mental extraterrestre a los personajes en la serie y no producto de una relación sentimental o amorosa entre ambos. El episodio no se transmitió por televisión en algunas ciudades meridionales, como resultado de las protestas en esos estados. La anulación del episodio hizo que muchos seguidores protestaran; algunos espectadores de los estados meridionales no eran tan hostiles como se temía.
En su autobiografía de 1994, Beyond Uhura, Star Trek and Other Memories, en la página 197, Nichols cita una carta de un blanco del sur que le escribió: «me opongo totalmente a la mezcla de razas. Sin embargo, en cualquier momento que un muchacho norteamericano con sangre en las venas como el capitán Kirk consigue a una dama hermosa en sus brazos que se parezca a Uhura, no debería dejarla ir». Durante su aparición en Comedy Central el 20 de agosto de 2006, ella se refirió al incidente y dijo al presentador, «¡Hagamos historia en la TV otra vez... y usted puede besar mi culo negro!».
A pesar de la cancelación de la serie en 1969, Star Trek siguió siendo relevante en la vida de Nichols. Ella proporcionó otra vez la voz de Uhura en Star Trek: La serie animada, en un episodio de la cual, La señal de Lorelei, Uhura asume el mando de la nave Enterprise. Nichols reconoció en su autobiografía su frustración porque esta situación no hubiera ocurrido nunca en los episodios originales. Nichols ha interpretado su papel en seis de las películas de Star Trek, y su última aparición fue en Star Trek VI: Aquel país desconocido.

## La NASA y otros trabajos
Después de la cancelación de Star Trek, Nichols se ofreció voluntariamente en un proyecto especial con la NASA para reclutar minorías y personal femenino para la agencia espacial, que resultó ser un éxito. Algunos de los reclutas que consiguió contratar fueron la doctora Sally Ride, la primera astronauta mujer en los Estados Unidos, perteneciente a la Fuerza Aérea de los Estados Unidos; Guion Bluford, el primer astronauta afroamericano, así como la doctora Judith Resnik y el doctor Ronald McNair, quienes volaron en varias misiones durante el programa espacial antes de su muerte en el accidente del Challenger el 28 de enero de 1986.
Entusiasta de la exploración del espacio, Nichols trabajó desde mediados de los años ochenta en el consejo superior de la Sociedad Nacional del Espacio, una organización no lucrativa y educativa de la defensa del espacio fundada por el doctor Wernher von Braun.
Siempre se interesó por los viajes espaciales; voló a bordo del observatorio de astronomía C-141 de la NASA, que analizó las atmósferas de Marte y de Saturno durante ocho horas, en una misión de gran altitud. Fue también una invitada especial en el Jet Propulsion Laboratory en Pasadena, California, el 17 de julio de 1976 para ver el aterrizaje de la nave Viking I en Marte. Con otros miembros de la serie original de Star Trek, acudió a bautizar el primer transbordador espacial, el Entreprise, en la fábrica norteamericana de Rockwell en Palmdale, California.
En 1994, publicó su autobiografía, Beyond Uhura: Star Trek and Other Memories, en la que señaló que tuvo una larga relación con el productor y creador de la serie, Gene Roddenberry.
Entre el final de la serie original y la serie animada, Nichols trabajó en papeles de menor importancia en cine y televisión. Hizo el papel de Dorinda en la película de 1974 Truck Turner, con Isaac Hayes. Trabajó también como actriz de voz en la serie Futurama, en varios capítulos.

## Detención
En 2014, estaba pasando el control previo a subir al avión cuando a su acompañante, un joven de 20 años, se le cayó la maleta al suelo en la terminal de American Airlines. La maleta se abrió y apareció una bolsa con metanfetamina.
La maleta en cuestión llevaba unas pegatinas en las que se podía observar inscrito el nombre de la veterana actriz. Fue por este motivo por el que los agentes de seguridad del aeropuerto la detuvieron de inmediato. Tras su arresto, Nichols declaró que no sabía que la metanfetamina se encontraba en la maleta, por lo que finalmente, al no ser de su propiedad, se procedió al arresto de su compañero, y a ella se le permitió proseguir con su viaje.

## Familia y salud
- Su hermano, Thomas Nichols, pertenecía a la Puerta del Cielo; murió el 26 de marzo de 1997, en un suicidio colectivo.
- Tuvo un hijo, Kyle Johnson.
- En 2018, se publicó que padecía enfermedad de Alzheimer.

## Fallecimiento
Falleció la noche del 30 de julio de 2022 por causas naturales, en su residencia en Silver City, Nuevo México. Tenía 89 años.

## Filmografía parcial
| Año  | Título                                    | Papel                            | Otras notas                                          |
| ---- | ----------------------------------------- | -------------------------------- | ---------------------------------------------------- |
| 1959 | Porgy y Bess                              | cameo                            | Sin créditos                                         |
| 1964 | The Lieutenant (TV)                       | Norma Bartlett                   |                                                      |
| 1966 | Mister Buddwing                           | Dice Player                      | James Garner                                         |
| 1966 | Star Trek (TV)                            | Teniente Uhura                   | 1966-1969                                            |
| 1973 | Star Trek: La serie animada (TV)          | Teniente Uhura/voces adicionales |                                                      |
| 1974 | Truck Turner                              | Dorinda                          |                                                      |
| 1979 | Star Trek: The Motion Picture             | Teniente comandante Uhura        |                                                      |
| 1982 | Star Trek II: la ira de Khan              | Comandante Uhura                 |                                                      |
| 1984 | Star Trek III: en busca de Spock          | Comandante Uhura                 |                                                      |
| 1986 | The Supernaturals                         | Sgt. Leona Hawkins               |                                                      |
| 1986 | Star Trek IV: misión: salvar la Tierra    | Comandante Uhura                 |                                                      |
| 1989 | Star Trek V: la última frontera           | Comandante Uhura                 |                                                      |
| 1991 | Star Trek VI: aquel país desconocido      | Comandante Uhura                 |                                                      |
| 1992 | Star Trek: 25th Anniversary Enhanced (VG) | Teniente Uhura                   |                                                      |
| 1994 | Star Trek: Judgment Rites (VG)            | Teniente Uhura                   |                                                      |
| 1994 | Batman: la serie animada (TV)             | Thoth Khepera                    | Episodio Avatar                                      |
| 1994 | Gargoyles (TV)                            | Diane Maza                       | Artista invitada en cuatro episodios 1998            |
| 2002 | Snow Dogs                                 | Amelia Brooks                    |                                                      |
| 2005 | Are We There Yet?                         | Miss Mable                       |                                                      |
| 2007 | Star Trek: Of Gods and men                | Capitana Uhura                   | Fan film con varios miembros de las series oficiales |